# Helba Huara
Helba Huara (Cuzco, 26 novembre 1905 – Paris, 7 janvier 1986) est une danseuse et artiste-peintre péruvienne.

## Biographie
Helba Huara est la fille d'Alejandro Muñoz et de Maria de las Nieves. Elle commence à danser à l'âge de neuf ans et se marie à l'âge de quatorze ans avec le journaliste péruvien Gonzalo Moré. De cette union elle a une fille, née en Argentine, Elsa Henriquez, artiste peintre et illustratrice, qui deviendra l’épouse de Émile Savitry et la muse de Jacques Prévert qui leur rendra en 1958 un hommage en consacrant un poème à la mère et à la fille intitulé À Helba Huara, de tout cœur (Le silence soudain explose sous vos pas...). Elle eut toute sa vie une maladie mystérieuse[réf. nécessaire], ce qui ne l'empêche pas de faire une carrière de soliste internationale.
Helba Huara fait le tour du monde avec son spectacle Nuits d'Espagne, conçu à Broadway en 1927. Arrivée en France en compagnie de sa fille et de son mari, en 1936, elle passe dans tous les théâtres parisiens : Théâtre du Vieux-Colombier, Théâtre Récamier, Théâtre de l'Alliance-Française, et effectua plusieurs tournées en province.
Figure du tout-Paris de l'époque, elle se lie d'amitié avec l'écrivaine américaine d'origine hispano-franco-cubaine Anaïs Nin, qui entretient alors une liaison amoureuse avec elle et son mari Gonzalo Moré. Finissant par se fâcher avec Helba Huara, Anaïs Nin, marié à Ian Hugo, consacre alors sa vie amoureuse à son couple ; Gonzalo Moré est à l'origine de Gemor Press, qui édita les premiers poèmes de Nin.

## Spectacles
- Incantation au Soleil par une princesse
- Danses et légendes des Pays du Soleil
- 1927 : Nuits d'Espagne, production Broadway, revue musicale
- 1936 : au Théâtre Récamier[Quoi ?]
- 1936 : au Théâtre du Vieux-Colombier[Quoi ?]

## Iconographie
- 1924 : portrait d'Helba par les frères Carlos et Miguel Vargas au Pérou, Danse guerrière
- 1934 : Six dessins d'Helba Huara par J. Simont, L'Illustration de 1934
- 1936 : Helba et Anaïs Nin, par Émile Savitry, son gendre - Helba par le photographe Willy Maywald
- 1936 : André Kertesz, différents portraits réalisés à Paris
- Portrait photographique par Max Thorek (1880-1960), États-Unis, collection Minneapolis Institute of Arts (réf: 90. 133. 9)
- Reportage collection du Ministère de la Culture et de la Communication, Étude avec un chat et une sculpture de Helba Huara